# Urban Chaos
 (mai 2017).
Si vous disposez d'ouvrages ou d'articles de référence ou si vous connaissez des sites web de qualité traitant du thème abordé ici, merci de compléter l'article en donnant les références utiles à sa vérifiabilité et en les liant à la section « Notes et références ».
Pour le jeu de tir à la première personne sorti en 2006, voir Urban Chaos : Violence urbaine.
Urban Chaos est un jeu d'action-aventure développé par Mucky Foot et édité par Eidos Interactive. Sorti le 3 décembre 1999, c'est un jeu de tir à la troisième personne (ou third person shooter).

## Synopsis
À l'aube du troisième millénaire, les prédictions sur la fin du monde affluent de toute part. Une jeune recrue de la police, D'arci Stern, et Roper, justicier et ancien ami de son père, décident de repousser des malfrats surnommés les « Wildcats » qui déchaîne le chaos dans la ville d'Union City. Ils découvrent par la suite qu'au delà de simples crapules agit dans l'ombre une obscure secte millénariste.

## Personnages
- D'arci Stern: Née en 1970, l'agent Stern est une femme ambitieuse et enthousiaste, comme peut l'être une jeune fille élevée dans la grande tradition de la police (Son père a servi dans les rangs de l'UCPD et y a connu une fin tragique en 1983). Elle fait cependant preuve d'insubordination et d'un peu trop de zèle dans l'exécution de ses missions. Partenaire loyale sur laquelle on peut toujours compter, elle préfère néanmoins travailler en solo.
- Roper McIntyre: Né en 1944, Roper est un ancien militaire (vétéran du Vietnam) qui a servi d'indicateur à la police. Selon les rapports psychiatriques, il aurait une forte tendance à la paranoïa, au point qu'il se prend pour une sorte de sentinelle. L'UCPD recommande à ses agents de ne pas l'approcher, il est considéré comme extrêmement dangereux. Son casier judiciaire : Coups et blessures, fraude, effraction, usurpation d'identité d'un agent de police et refus d'obtempérer.
- Gordansky: Gordansky est une journaliste ambitieuse travaillant pour l'UCNN. Elle va mener sa propre enquête pour découvrir ce que trame les « Wildcats » et commencer à devenir une gêne pour ces derniers.
- Deeks: Deeks est un ancien policier qui est devenu un informateur pour l'UCPD. Il a été sauvé de nombreuses fois par le père de D'arci Stern mais il n'a jamais pu lui être redevable. Avec l'arrivée de D'arci Stern dans les rangs de l'UCPD, Deeks va devenir l'un de ses informateurs.
- Mack Bane: Bane est candidat aux élections municipales d'Union City. Pour parvenir à ses fins, il compte sur l'aide des « Wildcats », un gang de criminel dont il est le « patron ». Son objectif est de devenir quelqu'un de très puissant.
- Mako: Mako est un délinquant d'Union City. Recruté par les « Wildcats », il va accomplir différents actes criminels efficacement. De ces faits, il va augmenter sa réputation auprès des voyous.

## Système de jeu
Le joueur incarne à tour de rôle une jeune femme flic (Stern) et un homme d'un âge avancé (Roper) ancien compagnon du père de Stern, mais également un voyou (Mako) lors des missions bonus. Doués de capacités différentes, Stern peut sprinter, ce que Roper ne peut pas faire. Celui-ci inflige en revanche davantage de dégâts et peut en encaisser davantage. Pour finir, Mako possède les mêmes capacités que Stern. Ici, il ne suffit pas de tirer à tout va mais il faut faire preuve de ruse et de réflexion. La grande nouveauté est que le joueur peut se promener à sa guise dans des quartiers distincts de la ville à la manière d'un "GTA like" et exécuter quelques quêtes annexes, laissant ainsi une bonne liberté d'action. Une bonne partie de la ville est ainsi explorable (rues et ruelles, parcs, toits, intérieurs de certains bâtiments importants). Le joueur peut (comme dans GTA) emprunter des voitures, même si cela reste en accord avec la loi.

## Accueil
- Gamekult : 6/10[1]
- Joystick : 82/100 [2]